# 服部英雄
服部 英雄（はっとり ひでお、1949年5月5日 - ）は、日本の歴史学者・教育者。博士（文学）。九州大学名誉教授。第18回角川源義賞受賞。第66回毎日出版文化賞 受賞。専門は日本中世史。長男はさかな芸人ハットリ。孫はいない。

## 略年譜
- 愛知県名古屋市生まれ。
- 1973年東京大学文学部国史学科卒。
- 1976年同大学院人文科学研究科修士課程修了。
- 1976-1978年東京大学文学部助手。
- 1978-1985年文化庁文化財保護部記念物課 文部技官。
- 1985-1994年文化庁文化財保護部記念物課・文化財調査官。
- 1994年九州大学大学院比較社会文化研究科助教授。
- 1996年『景観にさぐる中世ーー変貌する耕地景観と荘園史研究』（1995、新人物往来社）で第18回角川源義賞受賞。
- 1996年博士（文学）（東京大学）（学位論文「景観にさぐる中世 : 変貌する村の姿と荘園史研究」）（学位授与番号：乙第12897号）[2]。
- 1997年九州大学大学院比較社会文化研究科教授。
- 2012年九州大学大学院比較社会文化研究院長・同比較社会文化学府長。
- 2012年『河原ノ者・非人・秀吉』(山川出版社）で第66回毎日出版文化賞受賞。
- 2015年定年退職。
- 2016年くまもと文学・歴史館館長。2021年退職。
- 2019年名古屋城調査研究センター所長。2024年退職。

## 人物
現地調査の方法を主体として、実証に基づく歴史研究を行う。ホームページやQIR（機関リポジトリ）などにて情報発信/歴史学の成果還元に努めている。方法は「あるき・み・きく歴史学」、関心は「歴史のなかの人間学」。
長崎世界遺産学術委員会の委員長を務め、ユネスコ世界遺産センターへ提出した長崎と天草地方の潜伏キリシタン関連遺産の世界遺産推薦書の作成に携わった。

## 著書
- 『景観にさぐる中世 変貌する村の姿と荘園史研究』(新人物往来社､1995)
- 『地名の歴史学』(角川叢書､2000)
- 『二千人が七百の村で聞き取った二万の地名、しこ名 佐賀平野の歴史地名地図稿』(花書院､2001)
- 『四千人が二千の村で聞き取った四万の地名、しこ名----佐賀県地名地図２------』（花書院、2014年）
- 『続・四千人が二千の村で聞き取った四万の地名、しこ名----佐賀県地名地図３------唐津市・玄海町・伊万里市』（花書院、2024年）
- 『地名のたのしみ 歩き、み、ふれる歴史学』(角川ソフィア文庫、2003)
- 『歴史を読み解く さまざまな史料と視角』(青史出版､2003)
- 『武士と荘園支配』(山川出版社・日本史リブレット､ 2004)
- 『峠の歴史学 古道をたずねて』(朝日選書､2007)
- 『河原ノ者・非人・秀吉』(山川出版社､2012)
- 『蒙古襲来』(山川出版社、2014)
- 『蒙古襲来と神風 中世の対外戦争の真実』（中公新書、 2017）
- しぐさ・表情 蒙古襲来絵詞復原 ーー永青文庫白描本・彩色本から（海鳥社、2022）

### 共編著
- 『筑前国怡土庄故地現地調査速報』花書院. 地域資料叢書 2000
- 『原城発掘 西海の王土から殉教の舞台へ』南有馬町監修 石井進共編 新人物往来社 2000
- 『中世景観の復原と民衆像 史料としての地名論』花書院 地域資料叢書 2004
- 『歴史の道調査報告書集成』1～14 磯村幸男共編 海路書院 2005-07
- 同 15~21 磯村幸男、伊藤正義共編 2007-08
- 『原城と島原の乱 有馬の城・外交・祈り』長崎県南島原市監修 千田嘉博,宮武正登共編 新人物往来社 2008
- 『史跡で読む日本の歴史 8 アジアの中の日本』吉川弘文館 2010

## 主な業績
- 服部英雄「記録・シンポジウム「福岡城・下の橋門復原をめぐって : 史跡整備の功罪」」『比較社会文化』第14巻、九州大学大学院比較社会文化学府、2008年、1-48頁、doi:10.15017/9502、ISSN 13411659、NAID 110006866077。
- 服部英雄「中世城郭の復原と史料学 (特集 中世城館遺跡の調査と保存) -- (中世城館遺跡における調査と保存の視点)」『遺跡学研究 : 日本遺跡学会誌』第4号、日本遺跡学会、2007年、54-61頁、hdl:2324/9095、ISSN 1349-4031、NAID 120000984649。
- 服部英雄「史跡福岡城跡、下の橋門・復元批判 : 近世城郭理解への問い」『遺跡学研究 : 日本遺跡学会誌』第4号、日本遺跡学会、2007年、143-154頁、CRID 1390573407598502528、hdl:2324/9094、ISSN 1349-4031、NAID 120000984648。
- 服部英雄「佐々成政のザラ越えと旧信濃国人・村上義長の動向 : 鈴木景二氏らの試案によせて、および安房峠追補」『比較社会文化』第16巻、九州大学大学院比較社会文化学府、2010年、1-8頁、CRID 1390853649766871296、doi:10.15017/17120、ISSN 13411659、NAID 120002148372。
- 服部英雄, 楠瀬慶太「海と民衆知・個人知（第3部 民衆知とその到達点）」『国立歴史民俗博物館研究報告』第157巻、国立歴史民俗博物館、2010年3月、277-297頁、doi:10.15024/00001809、ISSN 02867400、NAID 120005748809。
- 服部英雄「研究余録 『蒙古襲来(竹崎季長)絵詞』の再検討--海東郷地頭職を得たのはいつか」『日本歴史』第698号、吉川弘文館、2006年7月、87-96頁、ISSN 03869164、NAID 40007292395。